# I’ll Go Crazy If I Don’t Go Crazy Tonight
I’ll Go Crazy If I Don’t Go Crazy Tonight – singel zespołu U2 wydany jako trzeci z dwunastego albumu studyjnego No Line on the Horizon. W Internecie ukazał się jako digital download 25 sierpnia 2009, a fizyczna wersja została wydana 7 września 2009.

## Utwory
CD Single
1. I’ll Go Crazy If I Don’t Go Crazy Tonight (Single Version) 4:14
2. Magnificent (Live From Somerville Theatre, Boston) 5:08

7"
1. I’ll Go Crazy If I Don’t Go Crazy Tonight (Single Version) 4:14
2. I’ll Go Crazy If I Don’t Go Crazy Tonight (Dirty South Radio Mix) 4:27

12"
1. I’ll Go Crazy If I Don’t Go Crazy Tonight (Single Version) 4:14
2. I’ll Go Crazy If I Don’t Go Crazy Tonight (Fish Out Of Water Remix) 4:37
3. I’ll Go Crazy If I Don’t Go Crazy Tonight (Dirty South Full Remix) 7:11
4. I’ll Go Crazy If I Don’t Go Crazy Tonight (Redanka’s ‘Kick The Darkness’ Vocal) 7:30
5. I’ll Go Crazy If I Don’t Go Crazy Tonight (Redanka’s ‘Sparks Of Light’ Dub Version) 7:28